# بانوی آهنی (فیلم)
بانوی آهنی (به انگلیسی: The Iron Lady) نام فیلمی به کارگردانی فیلیدا لوید محصول سال ۲۰۱۱ است. این فیلم به بررسی زندگی مارگارت تاچر نخست وزیر بریتانیا می‌پردازد.
این فیلم در اسکار در ۲ رشته بهترین بازیگر زن (مریل استریپ) و بهترین چهره پردازی نامزد شد که موفق به دریافت هر دو جایزه گردید. همچنین این فیلم برنده جایزه گلدن گلوب بهترین بازیگر زن شد و همچنین نامزد ۴ جایزه بفتا شد که موفق شد در دو رشته بهترین بازیگر زن و بهترین گریم این جایزه را به دست آورد.

## خلاصه داستان
مارگارت تاچر کهنسال که دچار بیماری عدم تفکیک میان «واقعیت و توهم» و «گذشته و حال» است، اما همچنان اصرار دارد برخی فعالیت‌های شخصی‌اش را به تنهایی انجام دهد، زندگی پر فراز و نشیب خود را مرور می‌کند. اینکه چگونه مارگارت رابرتز از جاروکشی و کمک به پدرش که یک فروشندهٔ جزء بوده توانسته پا به درون مردانه‌ترین حزب بریتانیا گذارد، ازدواج کند، به رهبری حزب و سپس نخست وزیری برسد و کشور را در میانهٔ طوفان‌های سیاسی، فعالیت‌های تروریستی، جنگ منطقه‌ای و اوضاع نابسامان اقتصادی مدیریت کند.

## بازیگران
- مریل استریپ در نقش مارگارت تاچر
- الکساندرا روچه در نقش جوانی مارگارت تاچر
- جیم برودبنت در نقش دنیس تاچر
- هری لوید در نقش جوانی دنیس تاچر
- ایان گلن در نقش آلفرد رابرتز، پدر مارگارت
- اما دوهرتس در نقش بئاتریس رابرتز، مادر مارگارت
- ویکتوریا بیویک در نقش موریل رابرتز، خواهر مارگارت
- الیویا کلمن در نقش کارول تاچر
- آنتونی هد در نقش جفری هاو
- نیکولاس فارل در نقش آیری نیو
- ریچارد ای گرانت در نقش مایکل هسلتاین
- سوزان براون در نقش مراقب مارگارت
- پل بنتلی در نقش داگلاس هرد
- رابین کرمود در نقش جان میجر
- جان سشنز در نقش ادوارد هیت
- راجر آلام در نقش گوردون ریس
- جولین وادهام در نقش فرانسیس پیم
- انگوس  رایت در نقش جان نات
- نیک دانینگ در نقش جیم بریور
- پیپ تورنس در نقش ایان گیلمور
- نیکولاس جونز در نقش هنری لیچ
- آنجلا کارن
- دیوید وست‌هد
- آماندا روت
- اندرو هاویل

## نقدها
امتیاز این فیلم در سایت راتن تومیتوز ۵۳ و در سایت متاکریتیک ۵۴ از ۱۰۰ می‌باشد.

## فروش
این فیلم موفق شد در ایالات متحده ۳۰٬۰۰۴٬۹۲۴ دلار و در دیگر کشورهای جهان ۸۴٬۹۳۸٬۷۰۷ دلار و در مجموع ۱۱۴٬۹۴۳٬۶۳۱ دلار فروش کند.